# おはようさん
『おはようさん』は、1975年（昭和50年）10月6日から1976年（昭和51年）4月3日まで放送されたNHK連続テレビ小説第16作。NHK大阪放送局制作第2作。

## 概要
原作は田辺聖子の小説「甘い関係」。ヒロインは地元大阪出身の秋野暢子が務めた。大阪を舞台に、あるOLの日常を描いた作品。義姉役の中田喜子も元々大阪弁のキャラクターであったが、練習するも上達しなかったため「あなたは標準語でいきましょう」と言われて共通語の役となったと2014年11月25日放送の『スタジオパークからこんにちは』で証言した。
時代設定は、前番組の『水色の時』に続いて、一代記ではなく家族の数年間を描いた現代劇である。
またオープニングには、アントニオ・ヴィヴァルディの『四季』の春の第1楽章をポップス調に編曲したものが使われた。これも従来の路線と比して新機軸であった。
撮影方法は「ドラマの原点に戻る」をコンセプトに1本分15分をカメラを止めずに最初から最後まで、場面の順番どおりに撮影する方法がとられている。つまり場面移動も俳優がセット上で着替える、撮影中に別セットでは朝食を夕食に換える、効果音、音楽も同時録音するなど、不手際があると最初から全部撮影し直すことになった。
放送期間が半年体制になってから、本作から半年ごとにNHK大阪放送局で制作されるようになった。
期間平均視聴率は39.6%、最高視聴率は44.0%（関東地区、ビデオリサーチ調べ、世帯）。

## キャスト
殿村鮎子 / 語り
演 - 秋野暢子
殿村彩子
演 - 中田喜子
異母姉
殿村一作
演 - 西山嘉孝
鮎子の父
殿村つゆ子
演 - 正司歌江
継母
殿村茂
演 - 東山敬司
弟
松尾美紀
演 - 三田和代
友人
町田勘助
演 - 大村崑
管理人
町田カツ子
演 - 松村康世
町田の妻
桐生一茂
演 - 山城新伍
彩子の婚約者
子持ちの中年男。
大野貫一
演 - 田渕岩夫
社長・あかり
演 - 藤村志保
ファッションデザイナー
演 - 浜村淳
木下了雲
演 - 宮谷春毅
近所の主婦
演 - 山口真代
その他
演 - 頭師孝雄、大竹修造、末広真樹子

## スタッフ
- 原作 - 田辺聖子[5]「甘い関係」
- 脚本 - 松田暢子[5]
- 音楽 - 奥村貢[5]
- 演奏 - 大阪放送管弦楽団
- オープニングテーマ曲 - 「四季」より 春・第一楽章（ヴィヴァルディ作曲、奥村貢編曲）
- イメージソング - 「おはようさん」（歌 - ダ・カーポ）
- 演出 - 藤田道郎[5]
- 制作 - 土居原作郎[5]
- 美術 - 伊川陽一[5]
- 技術 - 佐古隆三郎[5]
- 効果 - 武部喜明[5]

## 映像の現存状況
2008年時点でNHKに第1回、第18回、第54回と最終回が現存されている。
放送ライブラリーでは第1回が公開。